# Universal Soldier – Återkomsten
Universal Soldier – Återkomsten (engelska: Universal Soldier: The Return) är uppföljaren till Universal Soldier. Den hade biopremiär i USA den 20 augusti 1999.
Jean-Claude Van Damme är denna gång människa vars fiende är superdatorn S.E.T.H., Seth har tagit över den nya typen av supersoldater och dessa måste Van Damme kämpa emot.